# Tyrone Ellis
Tyrone Gerard Ellis jr.  (nacido en Dallas, Texas el 5 de octubre de 1977) es un exjugador y entrenador de baloncesto estadounidense. Con 1.93 metros de estatura, jugaba en el puesto de escolta. 

## Trayectoria

### Profesional
Formado en el Carter High School de Dallas (Texas),  militó en el Girona en la campaña 2002-03, promediando 12.2 puntos, 1.3 rebotes y 1.5 asistencias antes de fichar por el Frankfurt Opel Skyliners alemán, donde acreditó en la Bundesliga 15 puntos, 3.2 rebotes y 2 asistencias; esos números elevaron su registro en los 10 encuentros correspondientes a la Uleb Cup, con nada menos que 18.2 puntos, 3.5 rebotes y 3 asistencias.
La temporada 2004-05 fue la de la confirmación de Tyrone Ellis tanto en la Bundesliga (14.2, 3.5 y 1.6) como en su debut en la Euroliga (21.5 puntos, 4.7 rebotes y 1.8 asistencias de media en los 7 partidos disputados). En la 2005-06 se marchó al Besiktas turco, ratificando su regularidad con un promedio en la Liga de 10.9 puntos, 3.9 rebotes y 2 asistencias, y también buenos dígitos en la Uleb Cup: 9.1, 3.8 y 1.6.
Para la temporada 2005-06 Ficha por el Eldo Napoles. Ellis disputó un total de 29 partidos, 26 de ellos de liga regular y 3 de Play Off. En la fase regular, Ellis manejó unas medias de 26.8 minutos, 10.3 puntos, 2.1 rebotes y 2.3 asistencias por partido. En Euroliga jugó 10 partidos (11.4 puntos, 2.9 rebotes y 3.2 asistencias por partido)
Juega durante 3 temporadas en el CB Sevilla, promediando 11 puntos por partido y llegando a ser capitán del equipo.
Su siguiente equipo sería el Asefa Estudiantes, que le incorpora a su plantilla para la temporada 2010-2011, para ser uno de los referentes en su juego exterior.
Al finalizar la temporada, se queda sin equipo hasta que en noviembre de 2011 el Lucentum Alicante de la ACB decide cortar a Jeremy Hazell y fichar a Tyrone hasta final de temporada, siendo este su último equipo como profesional.

### Selección nacional
Jugó con la selección de baloncesto de Georgia en la División B del Eurobasket en 2007 y 2009.

## Palmarés
- Campeón de liga alemana (03-04 y 04-05) y Copa en Alemania (03-04) con el Frankfurt Opel Skyliners.

## Entrenador
Ejerce de entrenador asistente después de retirarse en la NBA D-League, siendo asistente de 4 equipos distinto durante 4 temporadas hasta que toma las riendas como entrenador principal de los Northern Arizona Suns.